# Ур-Аба
Ур-Аба (шумер. «Почитающий Абу») — энси (правитель) шумерского государства Лагаш, правил приблизительно в 2104 — 2097 годах до н. э., из второй династии Лагаша.
Признал власть Ур-Намму и был последним назначен правителем Лагаша. До этого Ур-Аба был верховным сановником (суккаль-махом) у Наммахани. Ур-Аба построил храм Нинсун.

## Список датировочных формул Ур-Аба
|   |                                                            |
| 1 | Year Ur-abba (became) governor (RTC 264) mu ur-ab-ba ensi2 |